# Шомішколь
Шомішко́ль (каз. Шөмішкөл) — село у складі Аральського району Кизилординської області Казахстану. Входить до складу Раїмського сільського округу.
У радянські часи село називалось Шомшиколь.
Населення — 676 осіб (2021; 607 у 2009, 561 у 1999, 493 у 1989).